# Лазаревичи
Лазаревичи — два поколения правителей Сербской деспотии и Моравской Сербии на рубеже XIV и XV веков: святой Лазарь и его дети.
Лазарь Хребелянович (1329-89) получил право на престол путём брака с Милицей из боковой ветви царского рода Неманичей. С 1371 года Лазарь — последний независимый правитель средневековой Сербии. Он сложил голову в роковой для сербской государственности битве на Косовом поле и был причислен православным духовенством к лику святых.
Источники упоминают восемь или девять детей Лазаря и Милицы. Старший сын, Стефан Лазаревич, правил в Сербии до собственной смерти в 1427 году. Детей от брака с дочерью лесбосского правителя Якопо Гаттилузио не имел.
После смерти Стефана власть в Сербии унаследовали потомки его старшей сестры Мары и Вука Бранковича — см. Бранковичи.